# Сенефский дворец
Сенефский дворец (фр. Château de Seneffe) — дворец, расположенный в бельгийском городе Сенеф, на территории провинции Эно, в помещениях которого находится Музей ювелирного искусства Валлонии (Centre de l’orfèvrerie de la communauté française).

## История
Дворец Сенёф был спроектирован в 1758 году для крупного валлонского торговца Жозефа Депестра, интенданта расположенных на территории нынешней Бельгии австрийских войск (тогда — Австрийские Нидерланды), и получившего аристократические титулы синьора Сенефа и графа Турне. Возведён в период с 1763 по 1768 год в неоклассическом стиле, по примеру дворцов середины XVIII столетия во Франции. Построен и украшен дворец был архитектором Лораном-Бенуа Девезом. После смерти Ж. Депестра в 1774 году декоративные работы во дворце и по разбивке парка были продолжены его вдовой и старшим сыном Жозефом II Депестром.
После Французской революции и оккупации Австрийских Нидерландов французскими войсками дворец был конфискован (1799). В 1837 он был возвращён семье Депестр (сыну Жозефа II, Оноре). В 1888 году его приобрёл у Оноре барон Жоффине. Последним его частным владельцем был бельгийский банкир еврейского происхождения Франц Филипсон, купивший дворец в 1909 году. Перед началом Второй мировой войны семья Филипсона бежала в США, а во время оккупации Бельгии немецкими войсками дворец Сенеф был конфискован и использован как резиденция германского военного коменданта в Бельгии генерала Александра фон Фалькенхаузена. После освобождения Бельгии использовался американскими войсками. В 1952 был выкуплен у Филипсонов; здесь был открыт Коллеж Сакре-Кёр (1952—1963). Затем дворец в течение 7 лет не использовался, после чего перешёл в собственность бельгийского государства (1970). В период с 1978 по 1995 здесь была проведена всеобъемлющая реставрация помещений, обновление интерьеров и парковый дизайн.

## Архитектура
Сенефский дворец с окружающим его парком является замечательным образцом аристократической резиденции середины XVIII века. Выполнен по проекту, сходному с тем, по которому создавался дворец Малый Трианон в Париже. В то же время в построении коллоннад, возведённых учившимся в Италии архитектором Девезом, чувствуется также влияние английского неоклассического стиля, принятого в то время.
Дворцовый комплекс состоит из основного здания, окружённого с обеих сторон галереями с колоннадами (длиной в 70 метров) и монументальным павильоном. От города Сенеф к дворцу ведёт высаженная деревьями аллея. В XIX веке дворцовый парк был разбит на манер английского. В 2000 году были начаты работы по приданию ему облика, который он имел в XVIII столетии.
В расположенном во дворце музее ювелирного искусства можно увидеть большую коллекцию старинных серебряных изделий, большая часть которых относится в XVIII веку.